# Hande Erçel
Hande Erçel (sinh 24 tháng 11 năm 1993) là một nữ diễn viên, người mẫu Thổ Nhĩ Kỳ.

## Sự nghiệp
Hande Erçe là diễn viên từng tham gia trong loạt phim hài Aşk Laftan Anlamaz (2016–2017) trong vai Hayat Uzun cùng với nam diễn viên Burak Deniz. Nhờ đó mà tên tuổi của cô cùng với Deniz nổi tiếng rộng rãi ở Nam Á, đặc biệt là khắp Trung Đông. Cô sau đó vào vai Hazal trong Siyah İnci được trình chiếu trên kênh Star TV, vai Müjde trong Halka phát trên TRT 1, vai Azize Günay trong Azize phát trên Kanal D. Năm 2020, Erçel được thủ vai chính cùng với nam diễn viên Kerem Bürsin trong bộ phim truyền hình Sen Çal Kapımı (còn được biết đến với "Love is in the Air" tại Tây Ban Nha và Ý). Bộ phim được đánh giá rất cao ở Thổ Nhĩ Kỳ, đã được mua bản quyền phát sóng ở 57 quốc gia.

## Phim tham gia
Phim truyền hình
| Năm       | Tựa đề                      | Vai diễn                   | Ghi chú           |
| --------- | --------------------------- | -------------------------- | ----------------- |
| 2014      | Çalıkuşu                    | Zahide                     | Vai phụ           |
| 2014      | Çılgın Dersane Üniversitede | Meryem                     | Vai phụ           |
| 2014      | Hayat Ağacı                 | Selen Karahanlı            | Vai phụ           |
| 2015–2016 | Güneşin Kızları             | Selin Yılmaz               | Vai chủ đạo       |
| 2016–2017 | Aşk Laftan Anlamaz          | Hayat Uzun                 | Vai chính         |
| 2017–2018 | Siyah İnci                  | Hazal Şulabı/Naz Demiroğlu | Vai chính         |
| 2019      | Halka                       | Müjde Akay                 | Vai chính         |
| 2019      | Azize                       | Azize Günay/Melek Aydın    | Vai chính         |
| 2020–2021 | Sen Çal Kapımı              | Eda Yıldız                 | Vai chính; 52 tập |

Phim ảnh
| Năm  | Tựa đề     | Vai diễn    | Ghi chú                   |
| ---- | ---------- | ----------- | ------------------------- |
| 2020 | Mest-i Aşk | Kimya Hatun | Giai đoạn sản xuất hậu kỳ |

Video âm nhạc
| Năm  | Ca sĩ        | Ca khúc           | Ghi chú                |
| ---- | ------------ | ----------------- | ---------------------- |
| 2017 | Demir Yağmur | "Canın Sağ Olsun" | Cùng với Rıza Kocaoğlu |

## Giải thưởng
| Năm  | Giải thưởng                              | Hạng mục                                                                   | Vai diễn           | Kết quả   |
| ---- | ---------------------------------------- | -------------------------------------------------------------------------- | ------------------ | --------- |
| 2012 | Hoa hậu Văn minh Thổ Nhĩ Kỳ              | Hạng nhất                                                                  | -                  | Đoạt giải |
| 2012 | Hoa hậu Văn minh Thế giới                | Hạng hai                                                                   | -                  | Đoạt giải |
| 2015 | 42. Giải thưởng Bướm Vàng                | Ngôi sao mới nổi                                                           | Güneşin Kızları    | Đoạt giải |
| 2016 | İTÜ EMÖS Success Awards                  | Nữ diễn viên thành công nhất                                               | Güneşin Kızları    | Đoạt giải |
| 2016 | Turkey's Youth Awards                    | Nữ diễn viên xuất sắc nhất                                                 | Güneşin Kızları    | Đoạt giải |
| 2016 | Giải thưởng KTÜ Media                    | Ngôi sao mới nổi                                                           | Güneşin Kızları    | Đoạt giải |
| 2016 | İMK Social Media Awards                  | Nữ diễn viên xuất sắc nhất                                                 | Aşk Laftan Anlamaz | Đề cử     |
| 2017 | Giải thưởng Müzikonair                   | Nữ diễn viên chính serie phim truyền hình xuất sắc nhất                    | Aşk Laftan Anlamaz | Đề cử     |
| 2017 | Yeditepe University 5.Dilek Awards       | Nữ diễn viên chính phim hài xuất sắc nhất                                  | Aşk Laftan Anlamaz | Đoạt giải |
| 2017 | Turkey's Children Awards                 | Nữ diễn viên chính phim truyền hình dài tập xuất sắc nhất                  | Aşk Laftan Anlamaz | Đề cử     |
| 2017 | Giải thưởng İstanbul Moda Rehberi        | Nữ diễn viên xuất sắc nhất                                                 | Aşk Laftan Anlamaz | Đoạt giải |
| 2017 | 44. Giải thưởng Bướm Vàng                | Nữ diễn viên chính phim hài xuất sắc nhất                                  | Aşk Laftan Anlamaz | Đoạt giải |
| 2018 | Giải thưởng Tiếp thị Thổ Nhĩ Kỳ: The One | Nữ diễn viên xuất sắc nhất                                                 | Siyah İnci         | Đoạt giải |
| 2021 | Golden Wings Ödülleri                    | Nữ diễn viên xuất sắc nhất năm                                             | Sen Çal Kapımı     | Đoạt giải |
| 2021 | Öğrencilere Sorduk Proje                 | Cặp đôi xuất sắc nhất (cùng với Kerem Bürsin)                              | Sen Çal Kapımı     | Đoạt giải |
| 2021 | Güzel Awards                             | Nữ diễn viên xuất sắc nhất                                                 | Sen Çal Kapımı     | Đoạt giải |
| 2021 | Güzel Awards                             | Căp đôi xuất sắc nhất (cùng với Kerem Bürsin)                              | Sen Çal Kapımı     | Đoạt giải |
| 2021 | 10. KTÜ Medya Ödülleri                   | Cặp đôi trong phim truyền hình được yêu thích nhất (cùng với Kerem Bürsin) | Sen Çal Kapımı     | Đoạt giải |